# Carlos Bonilla Chávez
Carlos Bonilla Chávez (Quito, 1923-Quito, 2010) fue un guitarrista, compositor y contrabajista ecuatoriano. Uno de los pioneros de la guitarra clásica en Ecuador. Destacó como compositor e intérprete tanto por sus conocimientos académicos como por su técnica de interpretación del instrumento. Respecto a lo primero publicó un importante libro titulado "Método para guitarra" donde sistematiza sus conocimientos que originalmente habían sido adquiridos como autodidacta. En cuanto a lo segundo fue un importante compositor e intérprete de pasillos como "Beatriz" o "Cantares del alma", también dedicó algunas composiciones a géneros nativos, como yumbos y danzantes, así como también géneros musicales de la época colonial como el famoso sanjuanito "Quito colonial". 

## Biografía

### Orígenes
Nació el 21 de marzo de 1923 en la ciudad de Quito. Durante su vida vivió el rápido crecimiento de la ciudad y la rica expresión cultural que esto trajo consigo. Algo que se desarrollaba a partir de la popularización de la radio y la consolidación de importantes músicos como Nicasio Safadi con el famoso Duo Ecuador. En la música clásica figuras de la talla de Luis H. Salgado o Segundo L. Moreno destacaban en la academia por su creatividad y erudición, en la composición de sinfonías en el caso de Salgado y en la investigación musicológica en cuanto a Moreno. Su familia no era ajena a la música ya que su madre la cultivaba cuando él era niño. Por esta razón pudo aprender por imitación la interpretación de instrumentos musicales desde pequeño. Al inicio no contó con el apoyo de sus familiares para dedicarse a tiempo completo a la música, sin embargo Bonilla persistió en sus intenciones y empezó a destacar por su talento como hábil guitarrista. Al notar esto comenzaría a dar clases a sus vecinos cercanos e intentaría sus primeras composiciones, dentro de la cual destaca Quiteñitas, en un género llamado aire típico.  

### El conservatorio y la orquesta
Por su talento ingresaría al Conservatorio Nacional de Ecuador a los dieciséis años. Se graduó en el instrumento de su especialidad -el contrabajo- en 1950. Sin embargo, a partir de ahí se dedicaría a aprender como autodidacta la técnica de la guitarra, adquiriendo un estilo singular y desarrollaría dicho instrumento hasta destacar como uno de los más importantes compositores e intérpretes. Desde 1952 fue profesor de guitarra y fundó la cátedra de este instrumento en el Conservatorio de Quito, siendo su primer director y profesor. En esa misma institución musical, por muchos años, enseñó contrabajo. También en la cátedra de guitarra sistematizó su técnica y publicó la importante obra titulada un Método para guitarra. Por esta razón es considerado como el padre de la guitarra académica.  
Desde que se fundó la Orquesta Sinfónica Nacional del Ecuador (1956), ocupó el primer atril de los contrabajos, hasta cuando se retiró en 1985. En Ecuador, ha dado innumerables conciertos de guitarra, como solista o acompañado por la Orquesta Sinfónica, la cual ha estrenado varias de sus obras. Director del Coro de la Casa de la Cultura Ecuatoriana (1963-1968). Con esta agrupación coral participó en varios festivales internacionales, en Chile, Perú y Estados Unidos de América. Fue Director fundador, de los coros del Centro Ecuatoriano Norteamericano (CENA) y de la Universidad Católica de Quito.

### Carrera como compositor
Como compositor, Bonilla formó parte de los creadores de la corriente nacionalista.Dos composiciones suyas las editió en Paris, bajo las ediciones de Max Eschig: Preludio y Yumbo, la primera y Elegía y Danza la segunda. Ambos géneros de dichas canciones corresponden al yumbo y danzante respectivamente, y fueron géneros nativos que rescató Bonilla. También publicaría Atahualpa, composición que forma parte igualmente del género yumbo, con el cual manifestaba por un lado el vínculo del Inca con el territorio que actualmente es Ecuador, a través de un género musical que fue desarrollado por los indígenas Yumbos que vivían en el norte de los andes ecuatorianos. Bonilla llegó a publicar numerosos pasillos, dentro de los que destacan Beatriz, Cantares del Alma, que fue la canción que dio el título a un cancionero con una antología de sus composiciones, Nocturno y por último Subyugante. Desarrolló el pasillo, llegando incluso a componer una canción de cuna en este estilo titulado Tres capullito. Además de sus referencias al periodo prehispánico, Bonilla también rindió tributo a la época hispánica con su famosa composición titulada Quito colonial, en un estilo llamado sanjuanito que fue desarrollado durante la colonia en las fiestas de San Juan que coinciden con el solsticio de verano. Como intérprete de la guitarra, fue junto a Segundo Guaña y  Bolívar Ortiz una de las tres figuras más destacadas de su época.

### Últimos años
Trabajador incansable, continuó dedicando su vida a la música durante la última etapa de su vida. Fallecería el 10 de enero del 2010 a la edad de 86 años. Como homenaje por todos sus aportes a la música y su dedicación a la academia, su cuerpo fue velado en el local de la Orquesta Sinfónica Nacional de la ciudad de Quito. Además se llevó a cabo un homenaje póstumo en el Salón de la Ciudad. Es recordado como un gran guitarrista, compositor, contrabajista, arreglista y profesor. Fundó la cátedra de guitarra durante el siglo XX. Su carrera se extendió por cinco décadas y su trabajo como director de la Orquesta Sinfónica nacional por treinta años.

## Selección de sus composiciones

### Composiciones para guitarra
Pasillos
- Beatriz, (pasillo)
- Pasillo No. 2, (pasillo)
- Subyugante, (pasillo)
- Cantares del alma, (pasillo)
- Sueña mi bien, (pasillo)
- Idílica, (pasillo)
- Meditación (pasillo)
- Pinceladas (pasillo)
- Nocturno, (pasillo)
- Tus delicias (pasillo)
- Solo tú, (pasillo)
- Tres capullitos, canción de cuna (pasillo)

Otros géneros
- La Del Estribo (Aire Típico)
- Ponchito al hombro (Aire Típico)
- Elegía y Danza (Danzante)
- Tambores shyris (Danzante)
- Quito colonial (Sanjuanito)
- Paisanito (Sanjuanito)
- Preludio y Yumbo (Yumbo)
- Chasqui (Yumbo)
- Atahualpa (Yumbo)
- Vida de mi Vida (Tonada)
- Enamorado (Vals)
- Eco andino
- Acuarela
- Indiecito otavaleño

### Composiciones para orquesta
- Mil años de música para orquesta
- Raíces, para guitarra y orquesta
- Suite andina para orquesta
- Rumiñahui para orquesta